# Hrabstwo Wayne (Kentucky)

Piramida wieku hrabstwa

Hrabstwo Wayne – hrabstwo w USA, w stanie Kentucky. Według danych z 2010 roku, hrabstwo zamieszkiwało 20813 osób. Siedzibą hrabstwa jest Monticello.